# Banque centrale des Émirats arabes unis
La banque centrale des Émirats arabes unis (en arabe: مصرف الإمارات العربية المتحدة المركزي) est la banque centrale des Émirats arabes unis. Elle a été créée sous sa forme actuelle le 11 décembre 1980. Son siège est situé à Abou Dabi.

## Histoire
Le Conseil monétaire du Qatar et de Dubaï a été créé en 1966, puis scindé en 1973 en deux entités distinctes, l'une pour le Qatar, l'autre pour les Émirats arabes unis. il a été remplacé par le Conseil monétaire des Émirats arabes unis, qui était en réalité une banque centrale à part entière plutôt qu'un simple conseil monétaire, mais qui a adopté ce nom pour rassurer les investisseurs quant à la stabilité monétaire. Ce « Conseil monétaire » a été créé le 19 mai 1973. Cette création faisait suite à la création des Émirats arabes unis en tant qu'État indépendant en 1971. L'objectif initial du Conseil monétaire des Émirats arabes unis était d'émettre une monnaie indépendante pour le nouvel État, en remplacement des monnaies existantes: le riyal qatarien et le dinar bahreïni. Le nouveau dirham émirati est entré en circulation le jour même de la création du Conseil monétaire.
À cette époque, le Conseil monétaire des Émirats arabes unis ne disposait pas des pleins pouvoirs de banque centrale. Il était chargé de gérer la monnaie et les réserves d'or et de devises du pays, mais ne disposait pas d'autorité réglementaire et n'était pas habilité à gérer la politique monétaire des Émirats. La loi n° 10 de 1980 a institué la Banque centrale des Émirats arabes unis en tant qu'institution publique. Elle a également renforcé les fonctions de la Banque centrale (auparavant confiées au Conseil monétaire) ; Abdul Malik Yousef Al Hamar a été nommé gouverneur.
La loi fédérale n° 14 de 2018 relative à la Banque centrale et à l'organisation des institutions et activités financières a été promulguée.